# Albumy numer jeden w roku 2009 (Polska)
Artykuł prezentuje albumy muzyczne numer jeden na notowaniu OLiS w roku 2009.
| Data            | Album                               | Artysta             | Źródło |
| --------------- | ----------------------------------- | ------------------- | ------ |
| 5 stycznia      | Osiecka                             | Kasia Nosowska      | [ 2 ]  |
| 12 stycznia     | Osiecka                             | Kasia Nosowska      | [ 3 ]  |
| 19 stycznia     | Mamma Mia!                          | Muzyka filmowa      | [ 4 ]  |
| 26 stycznia     | Osiecka                             | Kasia Nosowska      | [ 5 ]  |
| 2 lutego        | Osiecka                             | Kasia Nosowska      | [ 6 ]  |
| 9 lutego        | Osiecka                             | Kasia Nosowska      | [ 7 ]  |
| 16 lutego       | Osiecka                             | Kasia Nosowska      | [ 8 ]  |
| 23 lutego       | The Best Polish Love Songs... Ever! | Różni wykonawcy     | [ 9 ]  |
| 2 marca         | The Best Polish Love Songs... Ever! | Różni wykonawcy     | [ 10 ] |
| 9 marca         | No Line on the Horizon              | U2                  | [ 11 ] |
| 16 marca        | No Line on the Horizon              | U2                  | [ 12 ] |
| 23 marca        | No Line on the Horizon              | U2                  | [ 13 ] |
| 30 marca        | No Line on the Horizon              | U2                  | [ 14 ] |
| 6 kwietnia      | Quiet Nights                        | Diana Krall         | [ 15 ] |
| 13 kwietnia     | Spis rzeczy ulubionych              | Andrzej Piaseczny   | [ 16 ] |
| 20 kwietnia     | Quiet Nights                        | Diana Krall         | [ 17 ] |
| 27 kwietnia     | Sounds of the Universe              | Depeche Mode        | [ 18 ] |
| 4 maja          | Sounds of the Universe              | Depeche Mode        | [ 19 ] |
| 11 maja         | Sounds of the Universe              | Depeche Mode        | [ 20 ] |
| 18 maja         | Spis rzeczy ulubionych              | Andrzej Piaseczny   | [ 21 ] |
| 25 maja         | Spis rzeczy ulubionych              | Andrzej Piaseczny   | [ 22 ] |
| 1 czerwca       | Relapse                             | Eminem              | [ 23 ] |
| 8 czerwca       | Spis rzeczy ulubionych              | Andrzej Piaseczny   | [ 24 ] |
| 15 czerwca      | Mały Książę                         | Michał Żebrowski    | [ 25 ] |
| 22 czerwca      | Feel 2                              | Feel                | [ 26 ] |
| 29 czerwca      | Anno Domini High Definition         | Riverside           | [ 27 ] |
| 6 lipca         | Thriller 25                         | Michael Jackson     | [ 28 ] |
| 13 lipca        | King of Pop                         | Michael Jackson     | [ 29 ] |
| 20 lipca        | King of Pop                         | Michael Jackson     | [ 30 ] |
| 27 lipca        | King of Pop                         | Michael Jackson     | [ 31 ] |
| 3 sierpnia      | King of Pop                         | Michael Jackson     | [ 32 ] |
| 10 sierpnia     | King of Pop                         | Michael Jackson     | [ 33 ] |
| 17 sierpnia     | King of Pop                         | Michael Jackson     | [ 34 ] |
| 24 sierpnia     | Evangelion                          | Behemoth            | [ 35 ] |
| 31 sierpnia     | Evangelion                          | Behemoth            | [ 36 ] |
| 7 września      | Evangelion                          | Behemoth            | [ 37 ] |
| 14 września     | I Look to You                       | Whitney Houston     | [ 38 ] |
| 21 września     | Skała                               | Kayah               | [ 39 ] |
| 28 września     | Skała                               | Kayah               | [ 40 ] |
| 5 października  | Skała                               | Kayah               | [ 41 ] |
| 12 października | Hurra!                              | Kult                | [ 42 ] |
| 19 października | Hurra!                              | Kult                | [ 43 ] |
| 26 października | Hurra!                              | Kult                | [ 44 ] |
| 2 listopada     | Modern Rocking                      | Agnieszka Chylińska | [ 45 ] |
| 9 listopada     | Miłość! Uwaga! Ratunku! Pomocy!     | Hey                 | [ 46 ] |
| 16 listopada    | If on a Winter’s Night...           | Sting               | [ 47 ] |
| 23 listopada    | If on a Winter’s Night...           | Sting               | [ 48 ] |
| 30 listopada    | If on a Winter’s Night...           | Sting               | [ 49 ] |
| 7 grudnia       | If on a Winter’s Night...           | Sting               | [ 50 ] |
| 14 grudnia      | If on a Winter’s Night...           | Sting               | [ 51 ] |
| 21 grudnia      | My Christmas                        | Andrea Bocelli      | [ 52 ] |
| 28 grudnia      | My Christmas                        | Andrea Bocelli      | [ 53 ] |